# António Frasco
António Manuel Frasco Vieira (* 16. ledna 1955, Leça da Palmeira) je bývalý portugalský fotbalista. Hrával především na pozici záložníka. S portugalskou reprezentací získal bronzovou medaili na mistrovství Evropy v roce 1984, odehrál všechna čtyři portugalská utkání na turnaji. Za národní tým hrál v letech 1979–1987 a odehrál za něj 23 utkání, v nichž vstřelil 1 branku. Na klubové úrovni hrál za Leixões SC (1973–1978, 1989–1990) a FC Porto (1978–1989). S Portem vyhrál Pohár mistrů 1986–87, Superpohár UEFA 1987 a Interkontinentální pohár 1987. Čtyřikrát se s ním stal mistrem Portugalska (1978–79, 1984–85, 1985–86, 1987–88), dvakrát získal portugalský pohár (1983–84, 1987–88). Po skončení hráčské kariéry se stal trenérem.